# Hypsopsetta macrocephala
Hypsopsetta macrocephala é um peixe chato da família Pleuronectidae. É um demersal que vive em fundos de águas tropicais do leste do Pacífico e do Golfo da Califórnia.